# Centre de Recerques Energètiques, Mediambientals i Tecnològiques
El Centre de Recerques Energètiques, Mediambientals i Tecnològiques (CIEMAT) és un organisme públic espanyol de recerca d'excel·lència en matèries d'energia i de medi ambient, així com en múltiples tecnologies d'avantguarda i en algunes àrees de recerca bàsica adscrit a la Secretaria d'Estat de Recerca, Desenvolupament i Innovació del Ministeri de Ciència, Innovació i Universitats.

## Origen del CIEMAT
El setembre del 1948, Francisco Franco, mitjançant un decret de caràcter reservat, va crear la Junta de Recerques Atòmiques (JIA), constituïda el 8 d'octubre de 1948 i formada per José Maria Otero de Navascués (director general i president fins a 1974), Manuel Lora Tamayo, Armando Durán Miranda i José Ramón Sobredo i Rioboo.
En 1951, acabada la fase secreta, va ser rebatejada com a Junta d'Energia Nuclear (JEN), sota la presidència del general Juan Vigón i amb Otero de Navascués com a director general (més tard seria de nou el seu president), i va dur a terme des de llavors projectes de recerca i desenvolupament tecnològic, servint de referència per representar tècnicament a Espanya en els fòrums internacionals i per assessorar a les administracions públiques en matèries de la seva competència.
En 1956 va ingressar en la Divisió de Física Teòrica d'aquesta Junta Guillermo Velarde, sent posteriorment nomenat Director de Tecnologia que incloïa les Divisions d'Electrònica, Teoria i Calculo de Reactors, Fusió Nuclear, Enginyeria i Reactors en Operació.

## Direcció
- 2016 - Ramón Gavela González, des del 9 de desembre de 2016.[6]
- 2010 - Cayetano López Martínez, des del 29 de gener de 2010, nomenat a proposta de la Ministra de Ciència i Innovació, Cristina Garmendia Mendizábal[7][8]
- 2004 - Juan Antonio Rubio Rodríguez, des de 2004 fins a la seva defunció el 17 de gener de 2010[9]
- 2002 - Cesar Dopazo García, des de 2002 fins al 2004.
- 1995 - Félix Ynduráin Muñoz, des de 1995 fins al 2002.
- 1986 - José Ángel Azuara Solís, des de 1986 fins al 1995.